# 湖西畲族乡
湖西畲族乡是中华人民共和国福建省漳州市漳浦县下辖的一个民族乡。

## 行政区划
湖西畲族乡下辖以下村级行政区划单位：
城内村、顶坛村、丰卿村、山后村、苏溪村、后溪村、枫林村、赵家城村、岭脚村和后洞村。